# 코르크스크루 작전
코크스크류 작전(Operation Corkscrew)은 1943년 7월 11일 판텔레리아에서 일어난 제2차 세계 대전의 이탈리아 전역의 작전이다.
판텔레리아는 시칠리아와 튀니지의 중간 지점에 위치한 이탈리아령의 섬이다. 이 섬을 침공하려는 계획은 1940년 말에 있었지만 독일 공군이 추축국의 공군 전력을 강화되고 있었기 때문에 실행되지 않았다.
1943년 초에 연합군은 판텔레리아로 귀환했다. 섬의 레이다 시설과 비행장은 연합군이 구상했던 연합군의 시칠리아 침공의 목표물로 여겨졌다. 또한 연합군에게는 방비가 강화된 장소에 대해서 실시하는 사전 포격의 효과를 평가할 기회이기도 했다.
10일에 걸친 치열한 공습 끝에 방어 능력이 대폭 감소하고 영국군이 섬에 상륙하면서 이탈리아군은 항복했다. 판텔레리아 주변에 있던 리노사섬, 람페두사섬 또한 연합군에 의해 함락되었다. 연합군은 약 1개월 뒤에 시칠리아를 공습하게 된다.